# 劳拉·格洛塞
劳拉·格洛塞（法語：Laura Glauser，1993年8月20日—），法国女子手球运动员。她曾代表法国国家队参加2016年夏季奥林匹克运动会女子手球比赛，结果队伍获得一枚银牌。